# 罗斯·麦克唐纳 (帆船运动员)
罗斯·麦克唐纳（英語：Ross MacDonald，1965年1月27日—），加拿大帆船运动员。他曾代表加拿大参加1988年、1992年、1996年、2000年和2004年夏季奥林匹克运动会帆船比赛，获得一枚银牌和一枚铜牌。